# 大分県道645号亀川別府線
大分県道645号亀川別府線（おおいたけんどう645ごう かめがわべっぷせん）は、大分県別府市を通る一般県道である。

## 概要
別府市古市町から別府市光町に至る。起点から大分県道642号鉄輪亀川線交点までは旧国道10号。
終点付近は都市計画道路山田関の江線として道路整備が進んでおり、2020年（令和2年）、西野口町の420 mの区間が4車線化した。

### 路線データ
- 起点：大分県別府市古市町（公設市場前交差点、国道10号交点）
- 終点：大分県別府市光町（流川8丁目交差点、大分県道52号別府庄内線交点）

## 歴史
- 1959年（昭和34年）3月31日 - 大分県告示第374号により、県道亀川別府線として路線認定される（当時の整理番号は127）[3]。
- 1984年（昭和59年）4月 - 国道10号亀川バイパス開通[4]。その後、起点 - 亀川浜田町の区間が道路管理が国土交通省から大分県に変更となる。
- 2020年（令和2年） - 都市計画道路山田関の江線の西野口町の420 mの区間が4車線化[2]。

## 路線状況

### 重複区間
- 国道500号・大分県道・熊本県道11号別府一の宮線（別府市石垣東10丁目・春木交差点 - 別府市石垣西10丁目・石垣10丁目交差点）

## 地理

### 通過する自治体
- 別府市

### 交差する道路
| 交差する道路                                                           | 交差する場所 | 交差する場所            |
| ---------------------------------------------------------------------- | ------------ | ----------------------- |
| 国道10号                                                               | 古市町       | 公設市場前交差点 / 起点 |
| 大分県道642号鉄輪亀川線                                                | 亀川浜田町   |                         |
| 国道500号 重複区間起点 大分県道・熊本県道11号別府一の宮線 重複区間起点 | 石垣西10丁目 | 春木交差点              |
| 国道500号 重複区間終点 大分県道・熊本県道11号別府一の宮線 重複区間起点 | 石垣東10丁目 | 石垣10丁目交差点        |
| 大分県道52号別府庄内線                                                 | 光町         | 流川8丁目交差点 / 終点  |

### 交差する鉄道
- 日豊本線

### 沿線
- 別府市公設市場
- JR九州日豊本線
  - 亀川駅 - 別府駅
- 別府市立上人小学校
- 別府市公会堂
- 別府亀の井ホテル（終点付近）